# Rory Fitzpatrick
Pour les articles homonymes, voir Fitzpatrick.
Rory B. Fitzpatrick (né le 11 janvier 1975 à Rochester, dans l'État de New York aux États-Unis) est un joueur professionnel de hockey sur glace qui évoluait à la position de défenseur.

## Carrière
Après avoir terminé sa première saison au niveau junior avec les Wolves de Sudbury de la Ligue de hockey de l'Ontario, Fitzpatrick se voit être réclamé par les Canadiens de Montréal lors du deuxième tour du repêchage de 1993 de la Ligue nationale de hockey. Il poursuit tout de même avec Sudbury pour deux autres saisons avant de rejoindre pour les séries éliminatoires de 1995 le club affilié aux Canadiens dans la Ligue américaine de hockey, soit les Canadiens de Fredericton.
Il fait le saut dès la saison suivante en LNH, prenant part à 42 rencontres avec les Canadiens puis, au début de la saison 1995-1996, il est échangé avec Pierre Turgeon aux Blues de Saint-Louis en retour notamment de Shayne Corson. Avec les Blues, Fitzpatrick ne joue que trois rencontres au total, évoluant pour le reste avec leur club-école, les IceCats de Worcester.
Lors de la saison 1999-2000, il est transféré à nouveau, cette fois aux Predators de Nashville. Il ne prend part qu'à deux rencontres avec ses derniers sur une période de deux saisons avant de passer aux mains des Oilers d'Edmonton en janvier 2001 2001.
Devenu agent libre à l'été 2001, il s'entend avec les Sabres de Buffalo pour qui il évolue durant les cinq saisons suivantes, puis il se joint au Canucks de Vancouver pour la saison 2006-2007. Au cours de cette saison, il se voit être parmi les favoris lors du vote des partisans pour prendre part aux 55e Match des étoiles de la Ligue nationale de hockey. À cet effet, seuls les deux premiers à chaque position peuvent accéder directement au Match des étoiles, Fitzpatrick, bien qu'il n'ait obtenu aucun point à ses 18 premières rencontres, termina au troisième rang de ce scrutin et fut donc écarté de ce classique annuel.
Au terme de la saison, Fitzpatrick, redevenu agent libre, s'entend pour une saison avec les Flyers de Philadelphie avant de signer à l'été 2008 avec les Panthers de la Floride. Il ne joue aucune rencontres avec ceux-ci, s'alignant durant son passage avec leur club affilié en LAH, les Americans de Rochester.

## Statistiques

### Statistiques en club
| Saison     | Équipe                   | Ligue      |     | Saison régulière | Saison régulière | Saison régulière | Saison régulière | Saison régulière |   | Séries éliminatoires | Séries éliminatoires | Séries éliminatoires | Séries éliminatoires | Séries éliminatoires |
| Saison     | Équipe                   | Ligue      | PJ  | B                | A                | Pts              | Pun              | PJ               | B | A                    | Pts                  | Pun                  |                      |                      |
| 1992-1993  | Wolves de Sudbury        | LHO        | 58  | 4                | 20               | 24               | 68               | 14               | 0 | 0                    | 0                    | 17                   |                      |                      |
| 1993-1994  | Wolves de Sudbury        | LHO        | 65  | 12               | 34               | 46               | 112              | 10               | 2 | 5                    | 7                    | 10                   |                      |                      |
| 1994-1995  | Wolves de Sudbury        | LHO        | 56  | 12               | 36               | 48               | 72               | 18               | 3 | 15                   | 18                   | 21                   |                      |                      |
| 1994-1995  | Canadiens de Fredericton | LAH        |     |                  |                  |                  |                  | 10               | 1 | 2                    | 3                    | 5                    |                      |                      |
| 1995-1996  | Canadiens de Montréal    | LNH        | 42  | 0                | 2                | 2                | 18               | 6                | 1 | 1                    | 2                    | 0                    |                      |                      |
| 1995-1996  | Canadiens de Fredericton | LAH        | 18  | 4                | 6                | 10               | 36               |                  |   |                      |                      |                      |                      |                      |
| 1996-1997  | Canadiens de Montréal    | LNH        | 6   | 0                | 1                | 1                | 6                |                  |   |                      |                      |                      |                      |                      |
| 1996-1997  | Blues de Saint-Louis     | LNH        | 2   | 0                | 0                | 0                | 2                |                  |   |                      |                      |                      |                      |                      |
| 1996-1997  | IceCats de Worcester     | LAH        | 49  | 4                | 13               | 17               | 78               | 5                | 1 | 2                    | 3                    | 0                    |                      |                      |
| 1997-1998  | IceCats de Worcester     | LAH        | 62  | 8                | 22               | 30               | 111              | 11               | 0 | 3                    | 3                    | 26                   |                      |                      |
| 1998-1999  | Blues de Saint-Louis     | LNH        | 1   | 0                | 0                | 0                | 2                |                  |   |                      |                      |                      |                      |                      |
| 1998-1999  | IceCats de Worcester     | LAH        | 53  | 5                | 16               | 21               | 82               | 4                | 0 | 1                    | 1                    | 17                   |                      |                      |
| 1999-2000  | IceCats de Worcester     | LAH        | 28  | 0                | 5                | 5                | 48               |                  |   |                      |                      |                      |                      |                      |
| 1999-2000  | Admirals de Milwaukee    | LIH        | 27  | 2                | 1                | 3                | 27               | 3                | 0 | 2                    | 2                    | 2                    |                      |                      |
| 2000-2001  | Predators de Nashville   | LNH        | 2   | 0                | 0                | 0                | 2                |                  |   |                      |                      |                      |                      |                      |
| 2000-2001  | Admirals de Milwaukee    | LIH        | 22  | 0                | 2                | 2                | 32               |                  |   |                      |                      |                      |                      |                      |
| 2000-2001  | Bulldogs de Hamilton     | LAH        | 34  | 3                | 17               | 20               | 29               |                  |   |                      |                      |                      |                      |                      |
| 2001-2002  | Sabres de Buffalo        | LNH        | 5   | 0                | 0                | 0                | 4                |                  |   |                      |                      |                      |                      |                      |
| 2001-2002  | Americans de Rochester   | LAH        | 60  | 4                | 8                | 12               | 83               | 2                | 0 | 1                    | 1                    | 0                    |                      |                      |
| 2002-2003  | Sabres de Buffalo        | LNH        | 36  | 1                | 3                | 4                | 16               |                  |   |                      |                      |                      |                      |                      |
| 2002-2003  | Americans de Rochester   | LAH        | 41  | 5                | 11               | 16               | 65               |                  |   |                      |                      |                      |                      |                      |
| 2003-2004  | Sabres de Buffalo        | LNH        | 60  | 4                | 7                | 11               | 44               |                  |   |                      |                      |                      |                      |                      |
| 2004-2005  | Americans de Rochester   | LAH        | 20  | 1                | 1                | 2                | 18               | 9                | 0 | 1                    | 1                    | 12                   |                      |                      |
| 2005-2006  | Sabres de Buffalo        | LNH        | 56  | 4                | 5                | 9                | 50               | 11               | 0 | 4                    | 4                    | 16                   |                      |                      |
| 2006-2007  | Canucks de Vancouver     | LNH        | 58  | 1                | 6                | 7                | 46               | 3                | 0 | 0                    | 0                    | 6                    |                      |                      |
| 2007-2008  | Flyers de Philadelphie   | LNH        | 19  | 0                | 1                | 1                | 11               |                  |   |                      |                      |                      |                      |                      |
| 2007-2008  | Phantoms de Philadelphie | LAH        | 19  | 1                | 4                | 5                | 24               | 12               | 0 | 2                    | 2                    | 11                   |                      |                      |
| 2008-2009  | Americans de Rochester   | LAH        | 46  | 4                | 10               | 14               | 37               |                  |   |                      |                      |                      |                      |                      |
| 2009-2010  | Americans de Rochester   | LAH        | 44  | 0                | 6                | 6                | 37               | 2                | 0 | 0                    | 0                    | 0                    |                      |                      |
| Totaux LNH | Totaux LNH               | Totaux LNH | 287 | 10               | 25               | 35               | 201              | 20               | 1 | 5                    | 6                    | 22                   |                      |                      |

### Statistiques en équipe nationale
| Année | Équipe     | Compétition                 |   | PJ | B | A | Pts | Pun      |  | Résultats |
| 1995  | États-Unis | Championnat du monde junior | 7 | 0  | 2 | 2 | 8   | 5e place |  |           |

## Honneurs et trophées
- Nommé dans l'équipe d'étoiles des recrues de la Ligue de hockey de l'Ontario en 1993.

## Transactions en carrière
- 1993 : repêché par les Canadiens de Montréal (2e choix de l'équipe, 47e au total).
- 29 octobre 1996 : échangé par les Canadiens avec Pierre Turgeon et Craig Conroy aux Blues de Saint-Louis en retour de Shayne Corson, Murray Baron et du choix de cinquième ronde des Blues au repêchage de 1997 (lesCanadiens sélectionnent avec ce choix Gennady Razin).
- 5 octobre 1998 : réclamé aux ballotage par les Bruins de Boston.
- 7 octobre 1998 : réclamé aux ballotage par les Blues de Saint-Louis.
- 9 février 2000 : échangé par les Blues aux Predators de Nashville en retour de Dan Keczmer.
- 12 janvier 2001 : échangé par les Predators au Oilers d'Edmonton en retour de considération future.
- 14 août 2001 : signe à titre d'agent libre avec les Sabres de Buffalo.
- 2 mars 2005 : signe à titre d'agent libre avec les Americans de Rochester.
- 18 août 2006 : signe à titre d'agent libre avec les Canucks de Vancouver.
- 9 octobre 2007 : signe à titre d'agent libre avec les Flyers de Philadelphie.
- 3 juillet 2008 : signe à titre d'agent libre avec les Panthers de la Floride.